# Histoire de la décadence et de la chute de l'Empire romain
L’Histoire de la décadence et de la chute de l'Empire romain est un ouvrage rédigé par l'historien britannique Edward Gibbon et originellement publié en anglais de 1776 à 1788 sous le titre de The History of the Decline and Fall of the Roman Empire. L'ouvrage a été traduit en français une première fois en 1795, repris en français plus moderne en 1812 ; d'autres éditions ont suivi jusque dans les années 2010.

## Résumé
Dans cet ouvrage encyclopédique, Edward Gibbon retrace l'histoire de la Rome antique entre 180 et 1453 et s'attache à déterminer les causes de sa décadence. De plus, il propose une histoire de l'Europe et de l'Église catholique pour la période s'étendant de 98 à 1590.
Dans le chapitre L de son ouvrage, il rédige une biographie de Mahomet sur une centaine de pages.

## Publications
Cet ouvrage s'étend sur sept volumes dans son édition originale commencée en 1776, et sur treize dans une édition traduite en français de 1819. De 1777 à 1785, le roi de France Louis XVI (ou son secrétaire) traduit en français classique, d'avant la réforme orthographique française de 1835, les tomes I à IV sous le nom de plume « Leclerc de Sept-Chênes » ; le reste du travail est accompli par Demeunier et Boulard, puis Cantwell et Marigné (18 volumes in-8) ; l'ouvrage est publié en 1785. La traduction a ensuite été revue et corrigée entièrement en 1812. Pour cette édition, la révision de la traduction est confiée à « Mlle de Meulan », alors que François Guizot ajoute des notes « d’après les recherches de l’érudition moderne ».
Une édition en français, revue par « Madame Guizot », sort en 1828.
Une autre édition en français sort en 1837 sous la supervision de J.-A.-C. Buchon.
Une version en italien a été publiée de 1820 à 1824.

## Structure
La traduction en français de la version François Guizot publiée en 1819 comprend 13 tomes répartis en 71 chapitres. Le tome premier comprend cinq sections : (1) Préface de l’Éditeur, (2) Lettre à l’Éditeur, (3) Notice sur la vie et le caractère de Gibbon, (4) Préface de l’Auteur et (5) Avertissement de l’Auteur, qui sont suivies des 7 premiers chapitres de l'ouvrage.
Le tome VII comprend trois sections : Observations générales sur la chute de l'Empire romain dans l'Occident, Avertissement et Post-scriptum qui ne sont pas des chapitres stricto sensu de l'ouvrage.
Les autres tomes ne comprennent que des chapitres. Le dernier tome comprend en outre une Table générale des matières.

## Critiques

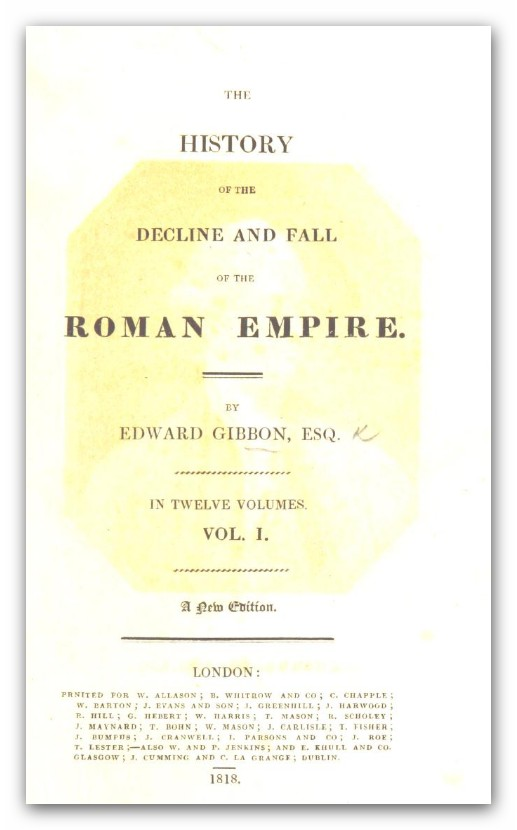
Page couverture du tome 1 de l'édition anglaise de lHistoire de la décadence et de la chute de l'Empire romain, publiée en 1818. L'auteur est appelé EDWARD GIBBON, ESQ.

L'ouvrage de Gibbon est le second à analyser la notion de « chute de l'Empire romain », après Montesquieu dans Considérations sur les causes de la grandeur des Romains et de leur décadence ; cette expression a depuis été reprise dans de nombreux livres historiques et suggère parfois l'idée d'une faillite brutale du monde romain.
Selon Henri-Irénée Marrou dans Décadence romaine ou Antiquité Tardive ?, la fin de l'Empire romain aurait été une époque de renouvellement dans les domaines spirituels, politiques et artistiques, notamment avec la naissance du premier art byzantin et de l'art préroman. Pour Pierre Grimal, la « civilisation romaine n’est pas morte, mais elle donne naissance à autre chose qu’elle-même, appelé à assurer sa survie ». Néanmoins, la ville de Rome perd en étendue et en habitants, les ressources de l'Empire cessant de converger vers elle.
Paul Veyne remet aussi en cause les idées de Gibbon concernant la conversion de l'Empire romain au christianisme.
La plupart des commentateurs et historiens religieux qui ont critiqué l'ouvrage l'accusent d'être injuste envers l'Église, mais aussi envers les saints et les savants de l'Église. En particulier, le quinzième chapitre (De la religion chrétienne et de ses progrès), qui documente les raisons de la rapide expansion du christianisme dans l'Empire romain, a été fortement critiqué et plusieurs pays ont interdit la diffusion du livre (l'Irlande, par exemple, a levé cette interdiction au début des années 1970).
En dépit de ces objections, l'ouvrage, considéré comme une critique argumentée et fondée de la faillibilité de la condition humaine, continue à inspirer les historiens et les étudiants en littérature anglaise.
Le style de Gibbon est grave, solennel quelque peu emphatique parfois. Gibbon semble avoir eu une haute idée du devoir, tant du dirigeant que du simple citoyen, envers l'État. Son style se rapproche de celui de certains auteurs antiques.
En septembre 2017, The Guardian classe la version originale de l’Histoire de la décadence et de la chute de l'Empire romain à la 83e place dans la liste des cents meilleurs ouvrages de non-fiction de tous les temps, précisant qu'il s'agit de l'un des plus influents livres d'histoire en anglais, qui n'a, par ailleurs, rien perdu, aujourd'hui, de sa force.
De nombreux patrons des grandes entreprises du numérique, comme Elon Musk, Mark Zuckerberg, Jack Dorsey, vouent une fascination pour l’Empire romain et se réfèrent au livre de Gibbon.

## Extraits
tome 1
- « D’un autre côté, la lâcheté et la désobéissance ne pouvaient échapper aux plus sévères châtimens. Les centurions avaient le droit de frapper les coupables, et les généraux de les punir de mort. Les troupes élevées dans la discipline romaine avaient pour maxime invariable, que tout bon soldat devait beaucoup plus redouter son officier que l’ennemi[Gibbon 19]. »

tome 2
- « Tacite a fait un ouvrage sur les Germains : leur état primitif, leur simplicité, leur indépendance, ont été tracés par le pinceau de cet écrivain supérieur, le premier qui ait appliqué la science de la philosophie à l'étude des faits. Son excellent traité, qui renferme peut-être plus d'idées que de mots, a d'abord été commenté par une foule de savans[Gibbon 20] [...] »
- « On a raison de dire que la possession du fer assure bientôt à une nation celle de l'or[Gibbon 21]. »
- « Ces Barbares s'enflammaient aisément ; ils ne savaient pas pardonner une injure, encore moins une insulte. Dans leur colère implacable, ils ne respiraient que le sang[Gibbon 22]. »
- « Les dieux nous ont ménagé jusqu'au plaisir d'être spectateurs du combat. Plus de soixante mille hommes ont péri, non sous l'effort des armes romaines, mais, ce qui est plus magnifique, pour nous servir de spectacle et d'amusement[Gibbon 23]. » (citation de Tacite qui commente les guerres intestines des Germains)
- « Comme la postérité des Francs forme une des nations les plus grandes et les plus éclairées de l'Europe, l'érudition et le génie se sont épuisés pour découvrir l'état primitif de ses barbares ancêtres. Aux contes de la crédulité ont succédé les systèmes de l'imagination[Gibbon 24]. »
- (à la suite d'une invasion perse menée par Shapur Ier) « Les corps de ceux qui avaient été massacrés remplissaient de profondes vallées[Gibbon 25]. »
- (À l'époque des Trente Tyrans) « Le spectacle de ce passage rapide et continuel de la chaumière au trône, et du trône au tombeau, eût pu amuser un philosophe indifférent, s'il était possible à un philosophe de rester indifférent au milieu des calamités générales du genre humain. L'élévation de tant d'empereurs, leur puissance, leur mort, devinrent également funestes à leurs sujets et à leurs partisans. Le peuple, écrasé par d'horribles exactions, leur fournissait les largesses immenses qu'ils distribuaient aux troupes pour prix de leur fatale grandeur[Gibbon 26]. »
- « Dès que [‌Quintillus‌] eut appris que les légions redoutables du Danube avaient conféré la puissance impériale au brave Aurélien, il se sentit accablé sous la réputation et le mérite de son rival ; et s'étant fait ouvrir les veines, il s'épargna la bonté de disputer le trône avec des forces trop inégales[Gibbon 27]. »
- « Si les légions de la Gaule eussent été informées de cette correspondance secrète, elles auraient probablement immolé leur général. Il ne pouvait abandonner le sceptre de l'Occident sans avoir recours à un acte de trahison contre lui-même. Il affecta les apparences d'une guerre civile, s'avança dans la plaine à la tête de ses troupes, les posta de la manière la plus désavantageuse, instruisit Aurélien de toutes ses résolutions, et passa de son côté, au commencement de l'action, avec un petit nombre d'amis choisis. Les soldats rebelles, quoiqu'en désordre et consternés de la désertion inattendue de leur chef, se défendirent long-temps avec le courage du désespoir. Ils furent enfin taillés en pièces, presque jusqu'au dernier, dans cette bataille sanglante et mémorable qui se donna près de Châlons en Champagne[Gibbon 28]. »
- « La contestation qui suivit est un des événemens les mieux attestés, mais les plus incroyables de l'histoire du genre humain. Les troupes, comme si elles eussent été rassasiées de l'exercice du pouvoir, conjurèrent de nouveau les sénateurs de donner à l'un d'entre eux la pourpre impériale. Le sénat persista dans son refus, l'armée dans sa demande. La proposition fut au moins trois fois offerte et rejetée de chaque côté. Tandis que la modestie opiniâtre de chacun des deux partis est déterminée à recevoir un maître des mains de l'autre, huit mois s'écoulent insensiblement : période étonnante d'une anarchie tranquille, pendant laquelle l'univers romain resta sans maître, sans usurpateur, sans révolte [...][Gibbon 29]. »
- « Une prophétie annonçait qu'au bout de mille ans il s'élèverait un monarque du sang de Tacite, qui protégerait le sénat, rétablirait Rome, et soumettrait toute la terre[Gibbon 30]. »
- « Si nous nous bornons aux chasses de bêtes sauvages, quelque blâmable que nous paraisse la vanité du dessein, ou la cruauté de l'exécution, nous serons forcés de l'avouer, jamais avant ni depuis les Romains, l'art n'a fait des efforts si prodigieux ; jamais on n'a dépensé des sommes si excessives pour l'amusement du peuple. Sous le règne de Probus, de grands arbres, transplantés au milieu du cirque, avec leurs racines, formèrent une vaste forêt, qui fut tout à coup remplie de mille autruches, de mille daims, de mille cerfs et de mille sangliers, et tout ce gibier fut abandonné à l'impétuosité tumultueuse de la multitude. La tragédie du jour suivant consista dans un massacre de cent lions, d'autant de lionnes, de deux cents léopards, et de trois cents ours[Gibbon 31]. »
- « La forme du gouvernement et le siège de l'empire semblaient inséparables ; et l'on ne croyait pas pouvoir transporter l'un sans anéantir l'autre. Mais la souveraineté de la capitale se perdit insensiblement dans l'étendue de la conquête. Les provinces s'élevèrent au même niveau ; et les nations vaincues acquirent le nom et les privilèges des Romains, sans adopter leurs préjugés[Gibbon 32]. »
- « Ce fut la vingt-unième année de son règne que Dioclétien exécuta le projet de descendre du trône : résolution mémorable, plus conforme au caractère d'Antonin ou de Marc-Aurèle qu'à celui d'un prince qui, dans l'acquisition et dans l'exercice du pouvoir suprême, n'avait jamais pratiqué les leçons de la philosophie. Dioclétien eut la gloire de donner le premier à l'univers un exemple que les monarques imitèrent rarement dans la suite[Gibbon 33]. »

tome 3
- « L'usage du mariage fut permis, après [la chute d'Adam‌], à sa postérité, seulement comme un expédient nécessaire pour perpétuer l'espèce humaine et comme un frein, toutefois imparfait, contre la licence naturelle de nos désirs. L'embarras des casuistes orthodoxes sur ce sujet intéressant décèle la perplexité d'un législateur qui ne voudrait point approuver une institution qu'il est forcé de tolérer [...] L'énumération des lois bizarres et minutieuses dont ils avaient entouré le lit nuptial, arracherait un sourire au jeune époux, et ferait rougir la vierge modeste[Gibbon 34]. »
- « Après la prise de Jérusalem, Éléazar, son petit-fils, défendit un château très-fort avec neuf cent soixante de ses compagnons les plus désespérés. Lorsque le bélier eut fait une brèche, ils massacrèrent leurs femmes et leurs enfans, et ils se percèrent enfin eux-mêmes. Ils périrent tous jusqu'au dernier[Gibbon 35]. »

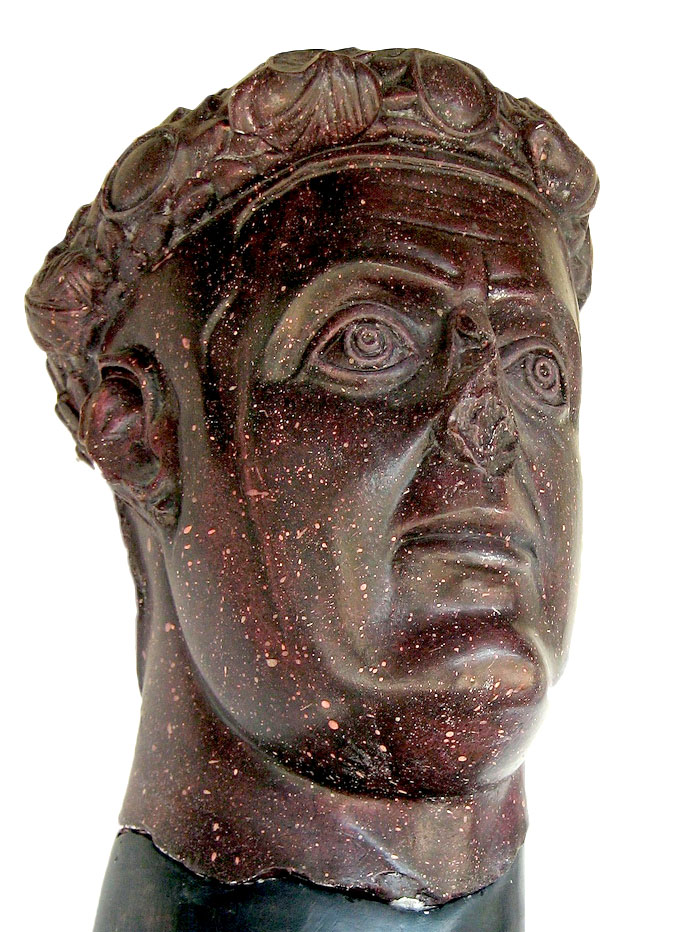
Statue en porphyre de Galère

- « On publia le lendemain l’édit général de persécution [...] Galère voulait que tous ceux qui refuseraient de sacrifier aux dieux fussent brûlés vifs sur-le-champ. Quoique Dioclétien, toujours éloigné de répandre le sang, eût modéré la fureur de son collègue, les châtimens infligés aux chrétiens paraîtront assez réels et assez rigoureux. Il fut ordonné que leurs églises seraient entièrement démolies dans toutes les provinces de l’empire, et l’on décerna la peine de mort contre ceux qui oseraient tenir des assemblées secrètes pour exercer leur culte religieux. Les philosophes, qui ne rougirent point alors de diriger le zèle aveugle de la superstition, avaient étudié soigneusement la nature et le génie de la religion chrétienne : ils savaient que les dogmes spéculatifs de la foi étaient censés contenus dans les écrits des prophètes, des évangélistes et des apôtres ; ce fut probablement à leur instigation que l’on voulut obliger les évêques et les prêtres à remettre leurs livres sacrés entre les mains des magistrats, qui avaient ordre, sous les peines les plus sévères, de les brûler solennellement en public. Par le même édit, toutes les propriétés de l’Église furent à la fois confisquées, et ses biens furent ou vendus à l’encan, ou remis au domaine impérial, ou donnés aux villes et aux communautés, ou enfin accordés aux sollicitations des courtisans avides. Après avoir pris des mesures si efficaces pour abolir le culte des chrétiens, et pour dissoudre leur gouvernement, on crut nécessaire de soumettre aux plus intolérables vexations ceux de ces opiniâtres qui persisteraient toujours à rejeter la religion de la nature, de Rome et de leurs ancêtres. Les personnes d’une naissance honnête furent déclarées incapables de posséder aucune dignité ou aucun emploi ; les esclaves furent privés pour jamais de l’espoir de la liberté ; et le corps entier du peuple fut exclu de la protection des lois. On autorisa les juges à recevoir et à décider toute action intentée contre un chrétien. Mais les chrétiens n’avaient pas la permission de se plaindre des injures qu’ils avaient souffertes : ainsi ces infortunés se trouvaient exposés à la sévérité de la justice publique, sans pouvoir en partager les avantages[Gibbon 36]. »
- « Le Clerc [...] suppose que les harpies n’étaient que des sauterelles, et il n’y a guère de conjecture plus heureuse. Le nom de ces insectes dans la langue syriaque et phénicienne, leur vol bruyant, l’infection et la dévastation qui les accompagnent, et le vent du nord qui les chasse dans la mer, rendent sa supposition très-vraisemblable[Gibbon 37]. »
- « Le gouvernement, pour prouver son attention à conserver la magnificence et les monumens de la capitale, payait un inspecteur particulier pour les statues : il était le gardien de ce peuple inanimé, qui, selon le calcul extravagant d’un ancien écrivain, n’aurait été guère inférieur en nombre aux habitans de Rome[Gibbon 38]. »
- « Parmi ces avocats, les plus distingués et les plus en vogue étaient ceux qui faisaient retentir le Forum de leur verbeuse et déclamatoire rhétorique. Aussi indifférens pour leur réputation que pour la justice, ils sont représentés pour la plupart comme des guides infidèles, qui conduisaient leurs cliens à travers un dédale de dépenses, de délais, d’espérances trompées, d’où, après des années d’attente, ils ne les laissaient sortir que quand leur patience et leur fortune étaient presque épuisées[Gibbon 39]. »
- « La trompeuse et dangereuse invention de la question criminelle, selon le nom expressif qu’on lui a donné, était reçue plutôt qu’approuvée par la jurisprudence des Romains. Ils n’employaient cette sanguinaire méthode d’examen que sur des corps dévoués à l’esclavage, et dont ces républicains orgueilleux pesaient rarement les douleurs dans la balance de la justice et de l’humanité. Mais ils ne consentirent jamais à violer la personne sacrée d’un citoyen, jusqu’à ce que la preuve du crime fût évidente[Gibbon 40]. »
- « Le triomphe de César fut orné de deux mille huit cent vingt-deux couronnes d’or massif, dont le poids montait à vingt mille quatre cent quatorze livres d’or. Le prudent dictateur fit fondre immédiatement ce trésor, convaincu que ses soldats en tireraient plus d’usage que les dieux[Gibbon 41]. »

tome 4
- « Quoiqu’ils se laissassent aller volontiers à l’attrait du pillage, [les Francs‌] aimaient la guerre pour la guerre ; ils la regardaient comme l’honneur et la félicité suprême du genre humain. Leurs âmes et leurs corps étalent si parfaitement endurcis par une activité continuelle, que, selon la vive expression d’un orateur, les neiges de l’hiver avaient autant de charmes pour eux que les fleurs du printemps[Gibbon 42]. »
- « [...] la fureur des donatistes était enflammée par une frénésie d’une espèce extraordinaire et dont il n’y a jamais eu d’exemple dans aucun temps et dans aucun pays, s’il est vrai qu’ils l’aient poussée au degré d’extravagance qu’on leur attribue. Une partie de ces fanatiques détestaient la vie et désiraient vivement de recevoir le martyre. Il leur importait peu par quel supplice ou par quelles mains ils périssaient, pourvu que leur mort fût sanctifiée par l’intention de se dévouer à la gloire de la vraie foi et à l’espérance d’un bonheur éternel[Gibbon 43]. »
- « [‌L'empereur Julien] lui demanda en quoi consistaient les profits de son emploi, et il apprit qu’en outre d’un salaire et de quelques profits considérables, le barbier avait encore la subsistance de vingt valets et d’autant de chevaux. L’abus d’un luxe inutile et ridicule avait créé mille charges de barbiers, mille chefs de gobelets, mille cuisiniers[Gibbon 44]. »

tome 5

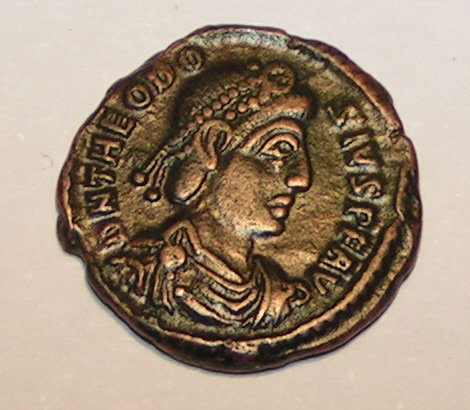
Monnaie à l'effigie de Théodose Ier.

- « L’empereur, qui résidait alors à Milan, apprit avec étonnement l’insolence et la cruauté effrénée du peuple de Thessalonique. Le juge le plus modéré aurait puni sévèrement les auteurs de ce crime, et le mérite de Botheric pouvait contribuer à augmenter l’indignation de Théodose. Le monarque fougueux, trouvant les formalités de la justice trop lentes au gré de son impatience, résolut de venger la mort de son lieutenant par le massacre d’un peuple coupable. Cependant son âme flottait encore entre la clémence et la vengeance. Le zèle des évêques lui avait presque arraché malgré lui la promesse d’un pardon général ; mais Ruffin, son ministre, armé des artifices de la flatterie, parvint à ranimer sa colère ; et l’empereur, après avoir expédié le fatal message, essaya, mais trop tard, de prévenir l’exécution de ses ordres. On confia avec une funeste imprudence le châtiment d’une ville romaine à la fureur aveugle des Barbares, et l’exécution fut tramée avec tous les artifices perfides d’une conjuration. On se servit du nom du souverain pour inviter les habitans de Thessalonique aux jeux du cirque ; et telle était leur avidité pour ces amusemens, qu’ils oublièrent, pour y courir en foule, tout sujet de crainte et de soupçon. Dès que l’assemblée fut complète, au lieu du signal des jeux, celui d’un massacre général fut donné aux soldats qui environnaient secrètement le cirque. Le carnage continua pendant trois heures, sans distinction de citoyen ou d’étranger, d’âge ou de sexe, de crime ou d’innocence. Les relations les plus modérées portent le nombre des morts à sept mille, et quelques écrivains affirment que l’on sacrifia quinze mille victimes aux mânes de Botheric[Gibbon 45]. »

tome 6

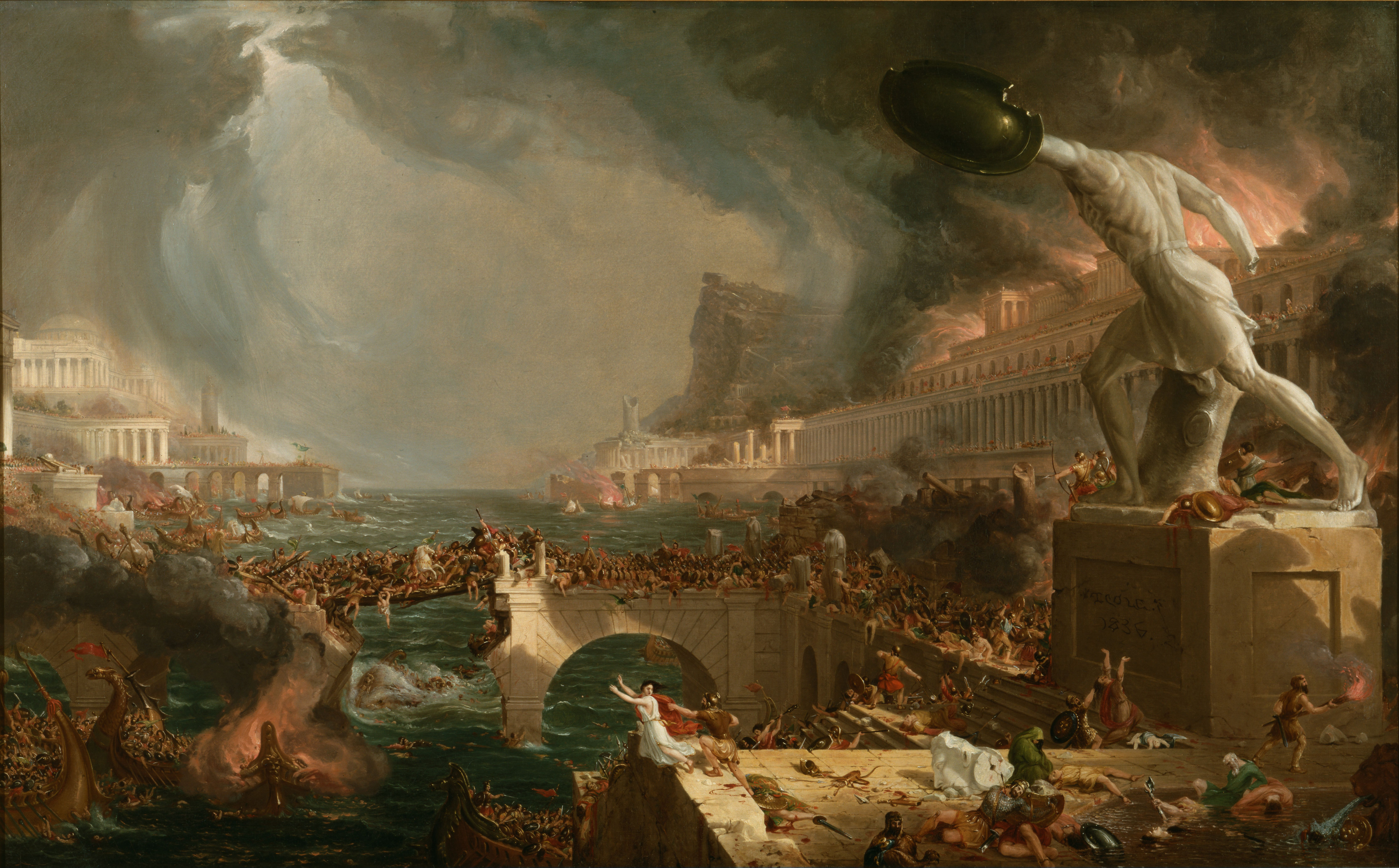
Le Cours de l'Empire – Destruction de Thomas Cole, le cycle de peinture fut souvent comparé à l'œuvre de Gibbon,.

- « [‌Hannibal Barca] vit avec étonnement la fermeté du sénat, qui, sans lever le siège de Capoue, sans rappeler les troupes dispersées, attendait tranquillement l’approche des Carthaginois. Leur général campa sur les bords de l’Anio, environ à trois milles de Rome ; sa surprise augmenta quand il apprit que le terrain sur lequel était placée sa tente venait d’être vendu dans une enchère, au prix ordinaire, et qu’on avait fait sortir de la ville, par la porte opposée, un corps de troupes qui allait joindre les légions d’Espagne. Annibal conduisit ses Africains aux portes de cette orgueilleuse capitale, et trouva trois armées prêtes à le recevoir. Il craignit l’événement d’une bataille dont il ne pouvait sortir victorieux sans immoler jusqu’au dernier de ses ennemis, et sa retraite précipitée fut un aveu de l’invincible courage des Romains[Gibbon 46]. »

tome 7
- « Les rois de France maintinrent les priviléges de leurs sujets romains ; mais les féroces Saxons anéantirent les lois de Rome et des empereurs. Les formes de la justice civile et criminelle, les titres d’honneur, les attributions des différens emplois, les rangs de la société, et jusqu’aux droits de mariage, de testament et de succession, furent totalement supprimés. La foule des esclaves nobles ou plébéiens se vit gouvernée par les lois grossières conservées par tradition chez les pâtres et les pirates de la Germanie. La langue introduite par les Romains pour les sciences, les affaires et la conversation, se perdit dans la désolation générale. Les Germains adoptèrent un petit nombre de mots celtiques ou latins, suffisans pour exprimer leurs nouvelles idées et leurs nouveaux besoins ; mais ces païens ignorans conservèrent et établirent l’usage de leur idiome national. Presque tous les noms des dignitaires de l’Église ou de l’état annoncent une origine teutonique ; et la géographie d’Angleterre fut universellement chargée de noms et de caractères étrangers. On trouverait difficilement un second exemple d’une révolution si rapide et si complète ; elle peut faire raisonnablement supposer que les arts des Romains n’avaient pas poussé en Bretagne des racines aussi profondes qu’en Espagne ou dans la Gaule, et que l’ignorance et la rudesse de ses habitans n’étaient couvertes que d’un mince vernis des mœurs italiennes[Gibbon 47]. »
- « L’élévation d’une ville qui devint ensuite un empire, mérite, par sa singularité presque miraculeuse, d’exercer les réflexions d’un esprit philosophique ; mais la chute de Rome fut l’effet naturel et inévitable de l’excès de sa grandeur. Sa prospérité mûrit, pour ainsi dire, les principes de décadence qu’elle renfermait dans son sein ; les causes de destruction se multiplièrent avec l’étendue de ses conquêtes ; et dès que le temps ou les événemens eurent détruit les supports artificiels qui soutenaient ce prodigieux édifice, il succomba sous son propre poids. L’histoire de sa ruine est simple et facile à concevoir. Ce n’est point la destruction de Rome, mais la durée de son empire qui a droit de nous étonner[Gibbon 48]. »

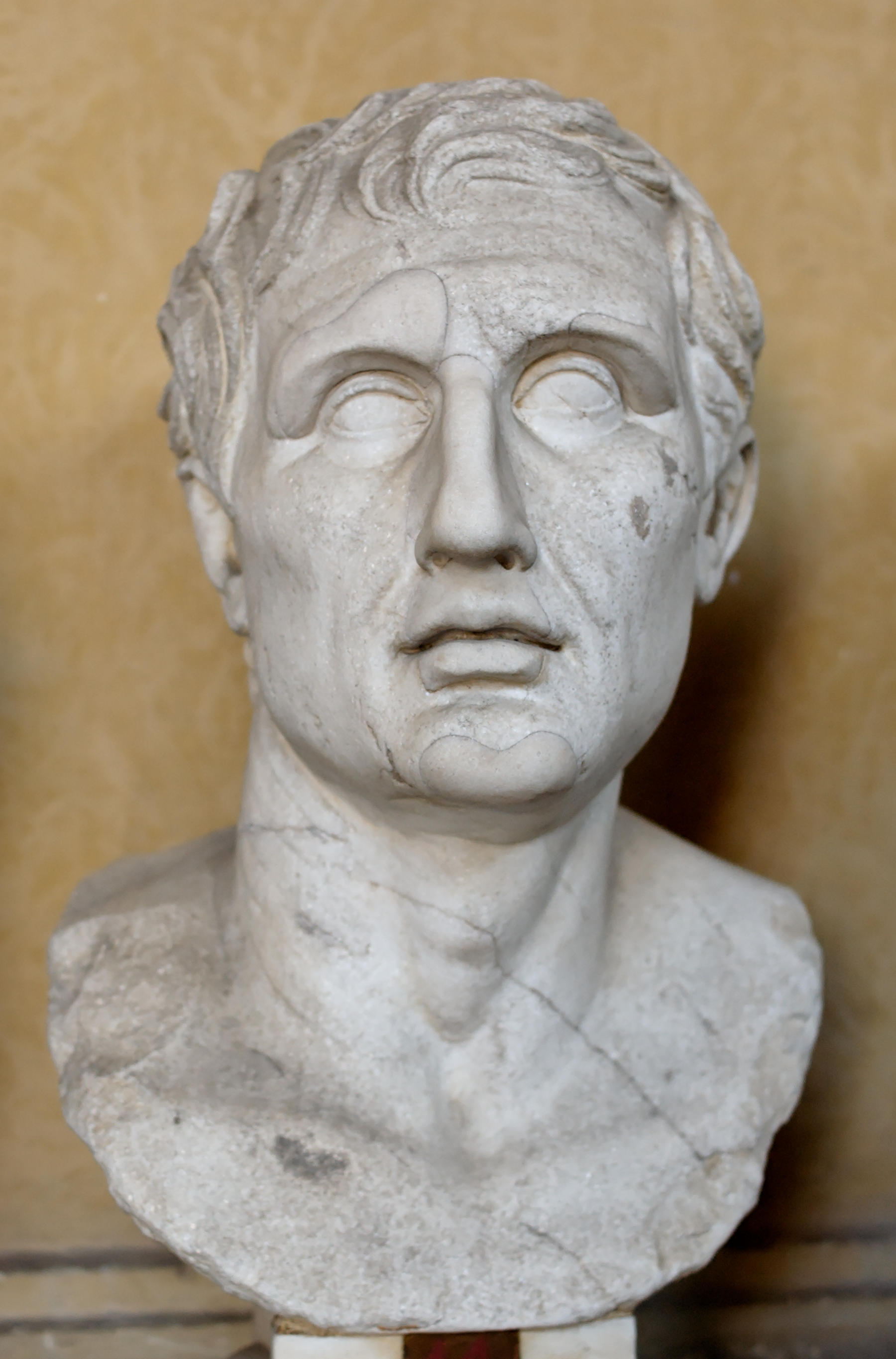
Buste de Ménandre.

- « Les historiens de ce prince ont mieux aimé raconter en détail une campagne au pied du mont Caucase, que les travaux de ces missionnaires du commerce, qui retournèrent à la Chine, trompèrent un peuple jaloux ; et après avoir caché dans une canne des œufs de ver à soie, rapportèrent en triomphe ces dépouilles de l’Orient. Ils dirigèrent l’opération par laquelle, dans la saison convenable, on fit éclore les œufs au moyen de la chaleur du fumier ; on nourrit les vers avec des feuilles de mûrier ; ils vécurent et travaillèrent sous un climat étranger : on conserva un assez grand nombre de chrysalides pour en propager la race, et on planta des arbres qui devaient fournir à la subsistance des nouvelles générations. L’expérience et la réflexion corrigèrent les erreurs qui avaient accompagné une première tentative ; et les ambassadeurs de la Sogdiane avouèrent, sous le règne suivant, que les Romains n’étaient point inférieurs aux Chinois dans l’art d’élever les vers et de travailler les soies ; deux points sur lesquels l’industrie de l’Europe moderne a surpassé la Chine et Constantinople. Je ne suis pas insensible aux plaisirs d’un luxe délicat ; cependant je songe avec quelque tristesse, que si, au lieu de nous apporter au sixième siècle les vers à soie, on nous eût donné l’art de l’imprimerie, que les Chinois connaissaient déjà à cette époque, on eût conservé les comédies de Ménandre, et les décades entières de Tite-Live[Gibbon 49]. »

tome 8
- « Il est vrai que le climat de l’Asie a toujours été moins favorable que celui de l’Europe à l’esprit militaire ; le luxe, le despotisme et la superstition énervaient les populeuses provinces de l’Orient, et les moines y coûtaient plus alors et y étaient en plus grand nombre que les soldats. Les forces régulières de l’empire s’étaient élevées autrefois jusqu’à six cent quarante-cinq mille hommes ; et, sous le règne de Justinien, elles n’étaient plus que de cent cinquante mille ; et ces troupes, quelque nombreuses qu’elles puissent paraître, se trouvaient clairsemées en Espagne, en Italie, en Afrique, en Égypte, sur les bords du Danube, sur la côte de l’Euxin et sur les frontières de la Perse. Les citoyens étaient épuisés, et cependant le soldat ne recevait point sa solde ; sa misère n’était adoucie que par de pernicieux priviléges de rapine et d’oisiveté ; et la fraude de ces agens qui, sans courage et sans danger, usurpent les émolumens de la guerre, retenait ou interceptait son tardif payement. Dans cette position, la misère publique et particulière fournissait des recrues aux troupes de l’état ; mais en campagne, et surtout eu présence de l’ennemi, leur nombre diminuait considérablement. Pour suppléer à ce qui manquait de courage national, on avait recours à la fidélité précaire et à la valeur indisciplinée des Barbares mercenaires. L’honneur militaire même, qui s’est maintenu souvent après la perte de la vertu et de la liberté, était presque anéanti. Les généraux, multipliés à un point dont on n’avait pas eu d’exemple dans les anciens temps, ne travaillaient qu’à prévenir les succès ou à ternir la réputation de leurs collègues ; et l’expérience leur avait appris que le mérite pouvait exciter la jalousie de l’empereur, et que l’erreur ou même le crime avait droit de compter sur sa bienveillante indulgence. Dans ce siècle avili, les triomphes de Bélisaire, et ensuite ceux de Narsès, brillent d’un éclat auquel on ne peut rien comparer ; mais autour de ces triomphes, la honte et les calamités se présentent de toutes parts sous leurs plus sombres couleurs[Gibbon 50]. »
- « Des obstacles naturels et civils restreignaient chez les Romains la liberté de l’amour et du mariage. Un instinct presque inné et presque universel semble interdire le commerce incestueux des pères et des enfans, à tous les degrés de la ligne ascendante et de la ligne descendante. Quant aux branches obliques et collatérales, la nature ne dit rien, la raison se tait, et la coutume est variée et arbitraire. L’Égypte permettait sans scrupule ou sans exception les mariages des frères et des sœurs ; un Spartiate pouvait épouser la fille de son père, un Athénien, la fille de sa mère, et Athènes applaudissait au mariage d’un oncle avec sa nièce, comme à une union fortunée entre des parens qui se chérissaient. L’intérêt ou la superstition n’excita jamais les législateurs de Rome profane à multiplier les degrés défendus ; mais ils prononcèrent un arrêt inflexible contre les mariages des sœurs et des frères ; ils songèrent même à frapper du même interdit les cousins au premier degré ; ils respectèrent le caractère paternel des tantes et des oncles, et traitèrent l’affinité et l’adoption comme une juste analogie des liens du sang. Selon les orgueilleux principes de la république, les citoyens pouvaient seuls contracter un mariage légitime : un sénateur devait épouser une femme d’une extraction honorable, ou du moins libre ; mais le sang des rois ne pouvait jamais se mêler en légitime mariage avec le sang d’un Romain ; la qualité d’étrangères abaissa Cléopâtre et Bérénice au rang de concubines de Marc-Antoine et de Titus. Toutefois cette dénomination de concubines, si injurieuse à la majesté de ces reines de l’Orient, ne pouvait sans indulgence s’appliquer à leurs mœurs. Une concubine, dans la stricte acception que lui donnent les jurisconsultes, était une femme d’une naissance servile et plébéienne, la compagne unique et fidèle d’un citoyen de Rome qui demeurait célibataire. Les lois qui reconnaissaient et approuvaient cette union la plaçaient au-dessous des honneurs de la femme, et au-dessus de l’infamie de la prostituée[Gibbon 51]. »

tome 9

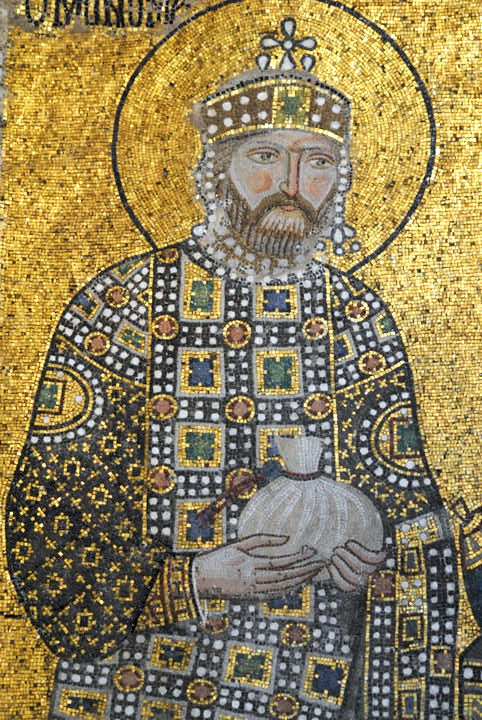
Portrait de Constantin IX.

- « Les Grecs virent avec surprise deux femmes, pour la première fois, s’asseoir sur le même trône, présider au sénat et donner audience aux ambassadeurs des nations. Un partage si singulier ne dura que deux mois. Les deux souveraines se détestaient secrètement ; elles avaient des caractères, des intérêts et des partisans opposés. Théodora montrant toujours de l’aversion pour le mariage, l’infatigable Zoé, âgée alors de soixante ans, consentit encore, pour le bien public, à subir les caresses d’un troisième mari et les censures de l’Église grecque [...] Ce troisième mari prit le nom de Constantin IX et le surnom de Monomaque, seul combattant, nom relatif sans doute à la valeur qu’il avait montrée et à la victoire qu’il avait remportée dans quelque querelle publique ou particulière. Mais les douleurs de la goutte venaient souvent le tourmenter, et ce règne dissolu n’offrit qu’une alternative de maladie et de plaisirs. Sclerena, belle veuve d’une noble famille, qui avait accompagné Constantin lors de son exil dans l’île de Lesbos, s’enorgueillissait du nom de sa maîtresse. Après le mariage de Constantin et son avénement au trône, elle fut revêtue du titre d’Augusta ; la pompe de sa maison fut proportionnée à cette dignité, et elle occupa au palais un appartement contigu à celui de l’empereur. Zoé (telle fut sa délicatesse ou sa corruption) permit ce scandaleux partage ; et Constantin se montra en public entre sa femme et sa concubine[Gibbon 52]. »
- « C’est ainsi que l’expérience de l’histoire élève et agrandit l’horizon de nos idées. L’ouvrage de quelques jours, la lecture de quelques heures ont fait passer devant nos yeux six siècles entiers, et la durée d’un règne, d’une vie, n’a compris que l’espace d’un moment. Le tombeau est toujours derrière le trône ; le succès criminel d’un ambitieux ne précède que d’un instant celui où il va se voir dépouillé de sa proie ; et l’immortelle raison survivant à leur existence, dédaigne les soixante simulacres de rois qui ont passé devant nos yeux, laissant à peine une faible trace dans notre souvenir[Gibbon 53]. »
- « La suite des empereurs romains, depuis le premier des Césars jusqu’au dernier des Constantin, occupe un intervalle de plus de quinze siècles ; et aucune des anciennes monarchies, telles que celles des Assyriens ou des Mèdes, des successeurs de Cyrus ou de ceux d’Alexandre, ne présentent d’exemple d’un empire qui ait duré aussi long-temps sans avoir subi le joug d’une conquête étrangère[Gibbon 54]. »

tome 10
- « Le rapport des pensées et du langage est nécessaire à la communication des idées ; le discours d’un philosophe ne ferait aucun effet sur l’oreille d’un paysan ; mais quelle imperceptible différence que celle qui se trouve entre leur intelligence comparée et celle qu’offre le contact d’une intelligence finie avec une intelligence infinie, la parole de Dieu exprimée par les paroles ou les écrits d’un mortel ! L’inspiration des prophètes hébreux, des apôtres et des évangélistes de Jésus-Christ, peut n’être pas incompatible avec l’exercice de leur raison et de leur mémoire, et le style et la composition des livres de l’ancien et du nouveau Testament marquent bien la diversité de leur génie. Mahomet se contenta du rôle plus modeste, mais plus sublime, de simple éditeur : selon lui et ses disciples, la substance du Koran est incréée et éternelle ; elle existe dans l’essence de la divinité, et elle a été inscrite avec une plume de lumière sur la table de ses éternels décrets ; l’ange Gabriel qui, dans la religion judaïque, avait été chargé des missions les plus importantes, lui apporta, dans un volume orné de soie et de pierreries, une copie en papier de cet ouvrage immortel ; et ce fidèle messager lui en révéla successivement les chapitres et les versets[Gibbon 55]. »
- « Depuis le règne des Abbassides jusqu’à celui des petits-fils de Tamerlan, on observa les étoiles avec zèle, mais sans le secours des lunettes : et les tables astronomiques de Bagdad, d’Espagne et de Samarcande corrigent quelques erreurs de détail, sans oser renoncer à l’hypothèse de Ptolémée, et sans faire un pas vers la découverte du système solaire. Les vérités de la science ne pouvaient réussir dans les cours de l’Orient que par le secours de l’ignorance et de la sottise : on aurait dédaigné l’astronome, s’il n’avait pas avili sa sagesse et son honnêteté par les vaines prédictions de l’astrologie ; mais les Arabes ont obtenu de justes éloges dans la science de la médecine. Mesua et Geber, Razis et Avicène se sont élevés à la hauteur des Grecs : il y avait dans la ville de Bagdad huit cent soixante médecins autorisés, riches de l’exercice de leur profession. En Espagne on confiait la vie des princes catholiques au savoir des Sarrasins, et l’école de Salerne, fruit des lumières qu’ils avaient apportées, fit revivre les préceptes de l’art de guérir en Italie et dans le reste de l’Europe. Les succès particuliers de chacun de ces médecins durent être soumis à l’influence de plusieurs causes personnelles et accidentelles ; mais on peut se former une idée plus positive de ce qu’ils savaient en général sur l’anatomie, la botanique et la chimie, les trois bases de leur théorie et de leur pratique. Un respect superstitieux pour les morts bornait les Grecs et les Arabes à la dissection des singes et autres quadrupèdes. Les parties les plus solides et les plus visibles du corps humain étaient connues du temps de Galien ; mais la connaissance plus approfondie de sa construction était réservée au microscope et aux injections des artistes modernes. La botanique exige des recherches fatigantes, et les découvertes de la zone torride purent enrichir de deux mille plantes l’herbier de Dioscoride. Par rapport à la chimie, les temples et les monastères de l’Égypte pouvaient conserver la tradition de quelques lumières ; la pratique des arts et des manufactures avait appris un grand nombre de procèdes utiles ; mais la science doit son origine et ses progrès au travail des Sarrasins. Les premiers, ils se servirent de l’alambic pour la distillation, et c’est d’eux que nous en est venu le nom ; ils analysèrent les substances des trois règnes ; ils observèrent les distinctions et les affinités des alkalis et des acides, et tirèrent des remèdes doux et salutaires des minéraux les plus dangereux. Cependant la transmutation des métaux et l’elixir d’immortalité furent les recherches dont la chimie arabe s’occupa le plus. Des milliers de savans virent disparaître leur fortune et leur raison dans les creusets de l’alchimie ; le mystère, la fable et la superstition s’unirent, dignes associés pour travailler à l’accomplissement du grand œuvre.

[...]
Cependant les musulmans s’étaient privés des plus grands avantages que donne la lecture des auteurs de la Grèce et de Rome ; je veux dire de la connaissance de l’antiquité, de la pureté de goût, et de la liberté de penser. Les Arabes, enorgueillis des richesses de leur langue, dédaignaient l’étude d’un idiome étranger. Ils choisissaient les interprètes grecs parmi les chrétiens qui leur étaient soumis ; ces interprètes faisaient leurs traductions quelquefois sur le texte original, plus souvent peut-être sur une version syriaque ; et les Sarrasins, après avoir publié dans leur langue un si grand nombre d’ouvrages sur l’astronomie, la physique et la médecine, ne paraissent pas avoir traduit un seul poète, un seul orateur, ou même un seul historien. La mythologie d’Homère aurait révolté la sévérité de leur fanatisme ; ils gouvernaient dans une paresseuse ignorance les colonies des Macédoniens et les provinces de Carthage et de Rome : on ne se souvenait plus des héros de Plutarque et de Tite-Live, et l’histoire du monde, avant Mahomet, était réduite à une courte légende sur les patriarches, les prophètes et les rois de la Perse. » 

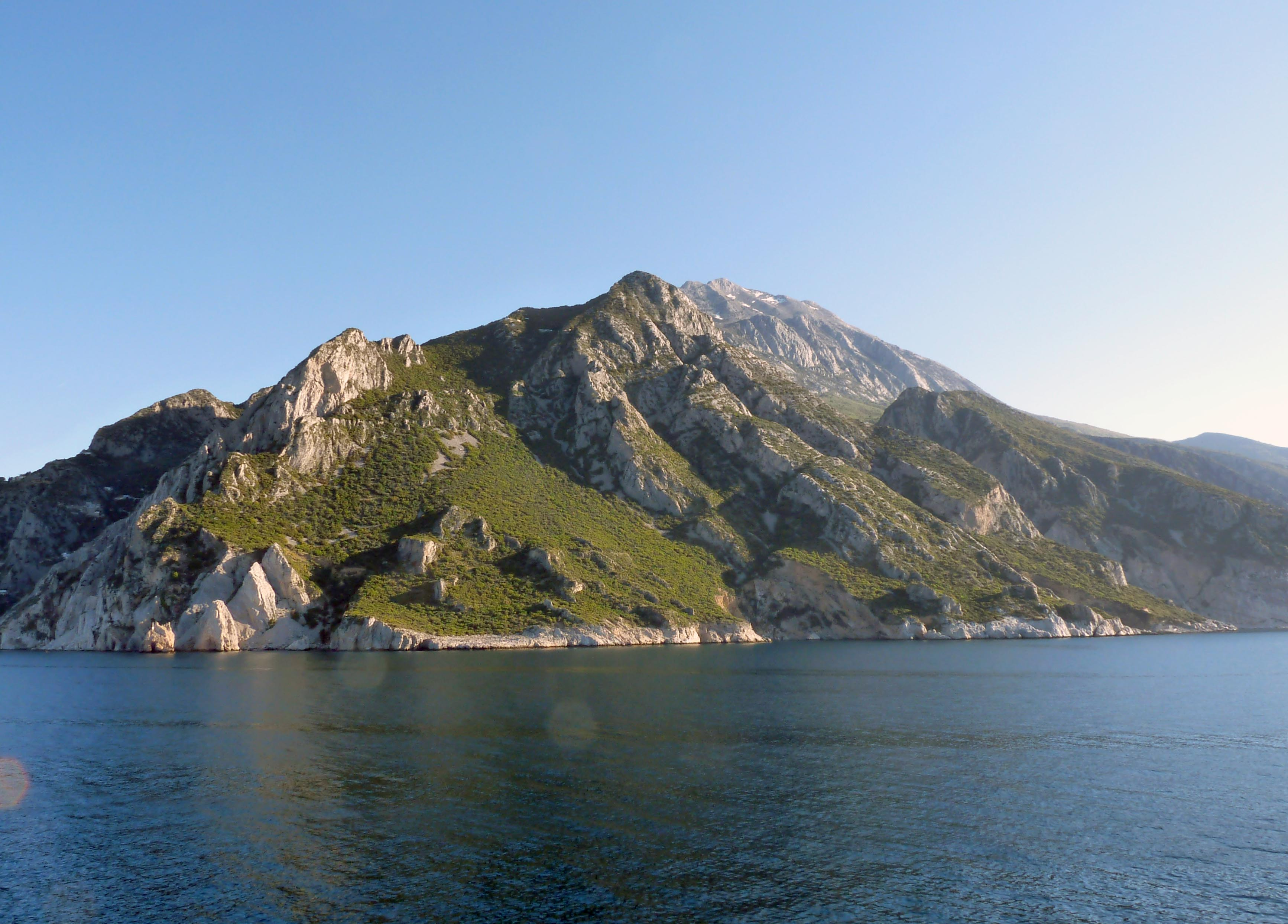
Le mont Athos.

- « Αγιος Πελαγος, ainsi que l’appellent les Grecs modernes ; les géographes et les marins en ont fait l’Archipelago, l’Archipel et les Arches [...] La multitude de moines et de caloyers que renfermaient toutes les îles, et le mont Athos, ou monte santo, qui est aux environs [...] pouvait justifier l’épithète de sainte, αγιος, qu’on donna à cette partie de la Méditerranée. C’est un léger changement au mot primitif αιγαιος, imaginé par les Doriens, qui dans leur dialecte, donnèrent le nom figuré de αιγες, ou chèvres, aux vagues bondissantes [...][Gibbon 57]. »

tome 12
- « Les croisés, dans leur cupidité incapable de sentiment, brisèrent ou fondirent les autres statues de cuivre dont je viens de donner le détail ; le prix et le travail de ces ouvrages disparurent en un moment. Le génie des artistes s’évapora en fumée, et le métal grossier, converti en monnaie, servit à payer les soldats. Les monumens de bronze ne sont pas les plus durables ; les Latins purent détourner avec un mépris stupide leurs regards des marbres animés par les Phidias et les Praxitèle ; mais à moins de quelque accident, ces blocs inutiles demeuraient en sûreté sur leurs piédestaux. Les plus éclairés d’entre les pèlerins, ceux qui ne partageaient pas les goûts grossiers et sensuels de leurs compatriotes, exercèrent pieusement leur droit de conquête sur les reliques des saints. Cette révolution procura aux églises d’Europe une immensité de têtes, d’os, de croix et d’images, et augmenta tellement par ce moyen les pèlerinages et les offrandes, que ces reliques devinrent peut-être la partie la plus lucrative du butin rapporté de l’Orient. Une grande partie des écrits de l’antiquité, perdus aujourd’hui, existaient encore au douzième siècle ; mais les pèlerins n’étaient empressés ni de conserver ni de transporter des volumes d’une langue étrangère. La multiplicité des copies peut seule perpétuer des papiers ou des parchemins que le moindre accident peut détruire ; la littérature des Grecs était concentrée presque en totalité dans la capitale ; et sans connaître toute l’étendue de notre perte, nous devons vivement regretter les riches bibliothéques consumées dans les trois incendies de Constantinople[Gibbon 58]. »

tome 13
- (à la suite de la chute de Constantinople en 1492) « [Le philosophe] regrettera plus sérieusement la perte des bibliothéques de Byzance, qui furent anéanties ou dispersées au milieu de la confusion générale. On dit que cent vingt mille manuscrits furent alors perdus, qu’avec un ducat on achetait dix volumes, et que ce prix, trop considérable peut-être pour une tablette de livres de théologie, était le même pour les Œuvres complètes d’Aristote et d’Homère, c’est-à-dire des plus nobles productions de la science et de la littérature des anciens Grecs. On songe du moins avec plaisir qu’une portion inestimable de nos richesses classiques était déjà déposée en sûreté dans l’Italie, et que des ouvriers d’une ville d’Allemagne avaient fait une découverte qui brave les ravages du temps et des Barbares[Gibbon 59]. »
- « [‌Hume‌] rapporte, d’après Fitz-Stephen, un acte de cruauté bien atroce et bien singulier que se permit contre les prêtres Geoffroi, père de Henri II. « À l’époque où il était maître de la Normandie, le chapitre de Seez s’avisa de procéder, sans son consentement, à l’élection d’un évêque ; il ordonna de mutiler tous les chanoines et l’évêque qu’ils avaient nommé, et se fit apporter sur un plat les parties génitales de ces malheureux. » Ils pouvaient se plaindre avec raison de la douleur et du danger de cette opération ; mais puisqu’ils avaient fait vœu de chasteté, il ne les privait que d’un trésor inutile[Gibbon 60]. »
- « Dans une ville sans lois, les conseils publics manquèrent d’union et de vigueur, et les Romains [de la ville de Rome] adoptèrent bientôt une forme d’administration plus énergique et plus simple. Un seul magistrat, ou deux au plus, furent revêtus de toute l’autorité du sénat ; et comme ils ne restaient en place que six mois ou une année, la courte durée de leur exercice contrebalançait l’étendue de leurs fonctions ; mais les sénateurs de Rome profitaient de ces instans de règne pour satisfaire leur ambition et leur avarice : des intérêts de famille ou de parti corrompaient leur justice ; et comme ils ne punissaient que leurs ennemis, ils ne trouvaient de la soumission que parmi leurs adhérens. L’anarchie, que ne tempérait plus le soin pastoral de l’évêque, fit sentir aux Romains qu’ils ne pouvaient se gouverner eux-mêmes, et ils cherchèrent au dehors un bien qu’ils n’espéraient plus de leurs concitoyens. À la même époque, les mêmes motifs déterminèrent la plupart des républiques d’Italie à une mesure qui, quelque étrange qu’elle puisse paraître, convenait à leur situation, et qui eut les effets les plus salutaires. Elles choisissaient dans une ville étrangère, mais alliée, un magistrat impartial de famille noble et d’un caractère irréprochable, tout à la fois guerrier et homme d’état, et réunissant en sa faveur la voix de la renommée et celle de son pays : elles lui déléguaient, pour un intervalle déterminé, le gouvernement dans la paix et dans la guerre. Le traité entre le gouverneur et la république qui l’appelait, était muni de sermens et de signatures : on réglait avec une précision scrupuleuse leurs devoirs réciproques ainsi que la durée du pouvoir et la quotité du salaire de ce magistrat étranger. Les citoyens juraient de lui obéir comme à leur légitime supérieur ; il jurait de son côté d’unir l’impartialité d’un étranger au zèle d’un patriote. On le nommait podesta [...][Gibbon 61]. »
- « [...] sujet illustré par la plume des plus nobles historiens de cette époque [...] Surtout par Guichardin et Machiavel : le lecteur peut consulter l’Histoire générale du premier, l’Histoire de Florence, le Prince et les Discours politiques du second. Guichardin et Machiavel, Fra-Paolo et Davila, leurs dignes successeurs, ont été regardés avec raison comme les premiers historiens des peuples modernes, jusqu’au moment actuel, où l’Écosse s’est levée pour disputer cette gloire à l’Italie[Gibbon 62]. »

## Dans la culture
- Winston Churchill nota : « J'ouvris Histoire de la décadence et de la chute de l'Empire romain de Gibbon et je fus dominé à la fois par l'histoire et le style. J'ai dévoré Gibbon. Je l'ai parcouru triomphalement de bout en bout ». Il s'attacha plus tard à imiter le style de Gibbon dans ses écrits.
- Isaac Asimov, écrivain de science-fiction, s'inspira de cet ouvrage pour rédiger la trilogie initiale de Fondation.
- L'historien Hugh Trevor-Roper considéra Gibbon comme un modèle et s'en inspira largement pour ce qui est du style et de l'ironie[18].
- Le musicien Iggy Pop a livré en 1995 à la revue Classics Ireland un article dans lequel il se demande dans quelle mesure les thèses de Gibbon peuvent s'appliquer au monde moderne[19].

## Traductions en français

### Édition de 1819
- Edward Gibbon et François Guizot (éditeur et réviseur), Histoire de la décadence et de la chute de l'Empire romain, t. 1, Paris, Lefèvre, 1819 (lire en ligne)
- Edward Gibbon et François Guizot (éditeur et réviseur), Histoire de la décadence et de la chute de l'Empire romain, t. 2, Paris, Lefèvre, 1819 (lire en ligne)
- Edward Gibbon et François Guizot (éditeur et réviseur), Histoire de la décadence et de la chute de l'Empire romain, t. 3, Paris, Lefèvre, 1819 (lire en ligne)
- Edward Gibbon et François Guizot (éditeur et réviseur), Histoire de la décadence et de la chute de l'Empire romain, t. 4, Paris, Lefèvre, 1819 (lire en ligne)
- Edward Gibbon et François Guizot (éditeur et réviseur), Histoire de la décadence et de la chute de l'Empire romain, t. 5, Paris, Lefèvre, 1819 (lire en ligne)
- Edward Gibbon et François Guizot (éditeur et réviseur), Histoire de la décadence et de la chute de l'Empire romain, t. 6, Paris, Lefèvre, 1819 (lire en ligne)
- Edward Gibbon et François Guizot (éditeur et réviseur), Histoire de la décadence et de la chute de l'Empire romain, t. 7, Paris, Lefèvre, 1819 (lire en ligne)
- Edward Gibbon et François Guizot (éditeur et réviseur), Histoire de la décadence et de la chute de l'Empire romain, t. 8, Paris, Lefèvre, 1819 (lire en ligne)
- Edward Gibbon et François Guizot (éditeur et réviseur), Histoire de la décadence et de la chute de l'Empire romain, t. 9, Paris, Lefèvre, 1819 (lire en ligne)
- Edward Gibbon et François Guizot (éditeur et réviseur), Histoire de la décadence et de la chute de l'Empire romain, t. 10, Paris, Lefèvre, 1819 (lire en ligne)
- Edward Gibbon et François Guizot (éditeur et réviseur), Histoire de la décadence et de la chute de l'Empire romain, t. 11, Paris, Lefèvre, 1819 (lire en ligne)
- Edward Gibbon et François Guizot (éditeur et réviseur), Histoire de la décadence et de la chute de l'Empire romain, t. 12, Paris, Lefèvre, 1819 (lire en ligne)
- Edward Gibbon et François Guizot (éditeur et réviseur), Histoire de la décadence et de la chute de l'Empire romain, t. 13, Paris, Lefèvre, 1819 (lire en ligne)

La traduction Guizot est éditée en 1983 en deux volumes dans la Collection Bouquins de Robert Laffont avec une préface de Michel Baridon.

### Édition de 1970
- Edward Gibbon (trad. Jacqueline Rémillet), Histoire du déclin et de la chute de l'Empire romain, Paris, Robert Laffont, coll. « Les Grands monuments de l'histoire » (no 2), 1970Version abrégée qui n'inclut pas les chapitres 7–9, 12, 25, 26, 29, 30, 34, 41, 42, 44, 46, 48, 50–52, 54, 58–64 et 67.

### Réédition de la traduction de Guizot
- Edward Gibbon (trad. François Guizot, préf. Michel Baridon), Histoire de la décadence et de la chute de l'Empire romain, t. 1 (Rome de 98 à 582), Paris, Laffont, coll. « Bouquins », 2010, 1230 p. (ISBN 978-2-221-11731-6)
- Edward Gibbon (trad. François Guizot, préf. Michel Baridon), Histoire de la décadence et de la chute de l'Empire romain, t. 2 (Byzance de 455 à 1500), Paris, Laffont, coll. « Bouquins », 2015, 1280 p. (ISBN 978-2-221-18760-9)